# Lunds by
Lunds by är en by i Gladhammars socken i Västerviks kommun. Bebyggelsen i Lunds by ingår i småorten Gladhammar och Lunds by.

## Historia
Byn uppstod på 1600-talet kring en skjutsstation utanför Västervik på den gamla kustvägen mot Kalmar, Strandavägen. 
Lunds by är en så kallad släktby, det vill säga att den har uppstått genom delning av en ursprunglig gård. Denna gård hette Lunden och tjänstgjorde som prästbostad. Från 1624 var det ett kronohemman, under vissa perioder upplåtet till Gladhammars kopparverk och 1651–1655 till det Königsmarckska grevskapet. 1686 skänktes det av Karl XI till riksdagsmannen och bonden Pehr Olofsson i Torsfall i Gladhammar som tack för att han stod fadder vid den nyfödde prinsen Karl Gustavs dop. Via arvskiften delades hemmanet och på 1700-talet bestod det av åtta gårdar.

## Byn
De hus som står här idag är byggda på 1700-talet och något utökade på 1800-talet. Byn består fortfarande av en tätt bebyggd bymiljö sammanbyggd kring en fyrkantig stor gårdsplan som kallas för Torget vilket gör byn unik i sitt slag. Skjutsstationen är välbehållen liksom hela byn i övrigt. 
Lunds bys äldsta mangårdsbyggnader går tillbaka till 1700-talet, med påbyggda övervåningar under 1800-talet. Där finns en byplan som ramas in av byns åtta gårdar och som genomkorsas av två huvudvägar. Genom byn går fyra vägar: Västerviksgatan eller "Stassgatan" åt nordost, Kalmar- eller Getterumsgatan åt sydväst, Kårbygatan åt nordväst och Kyrkgatan åt sydöst.

## Bilder

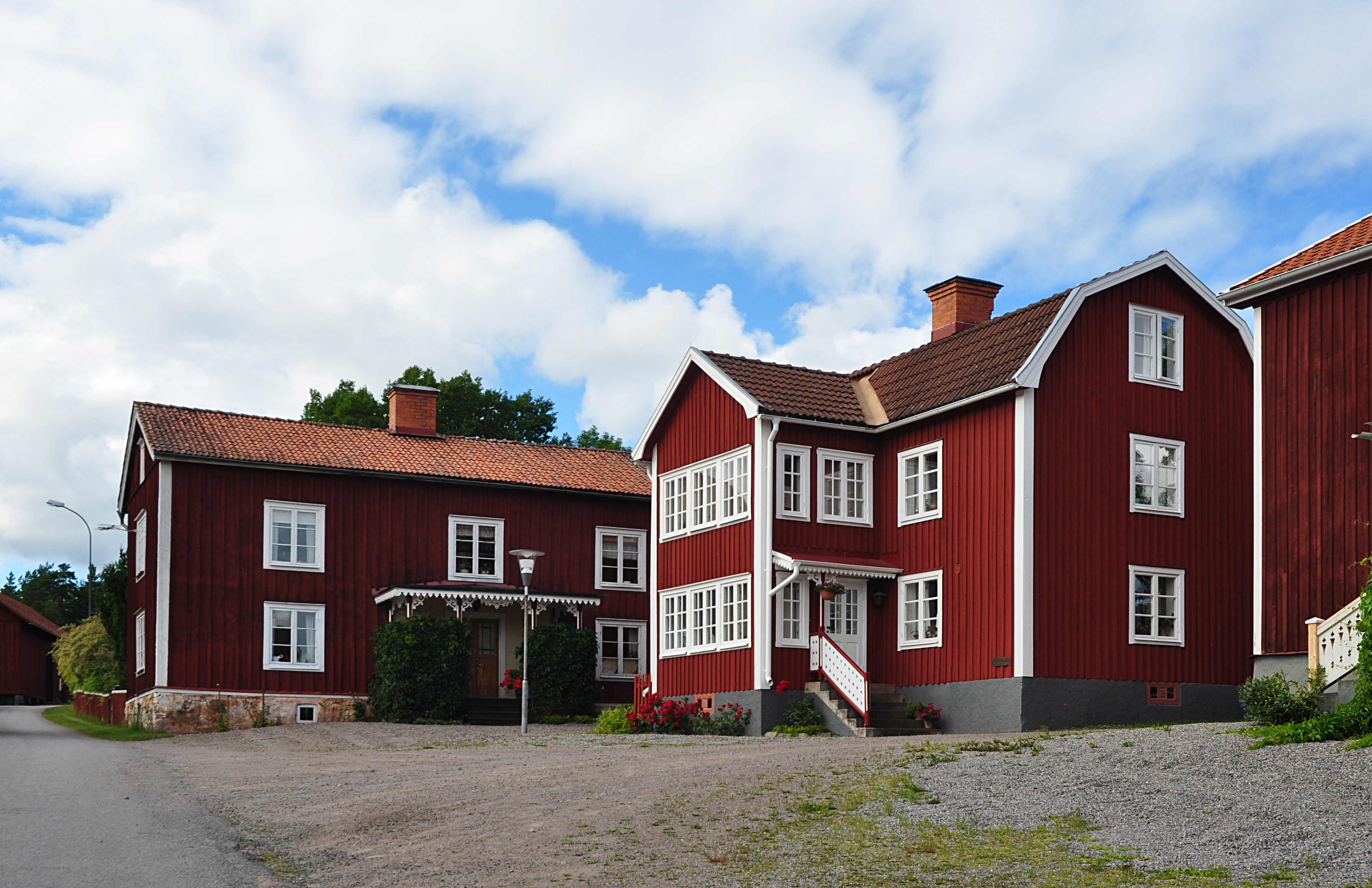
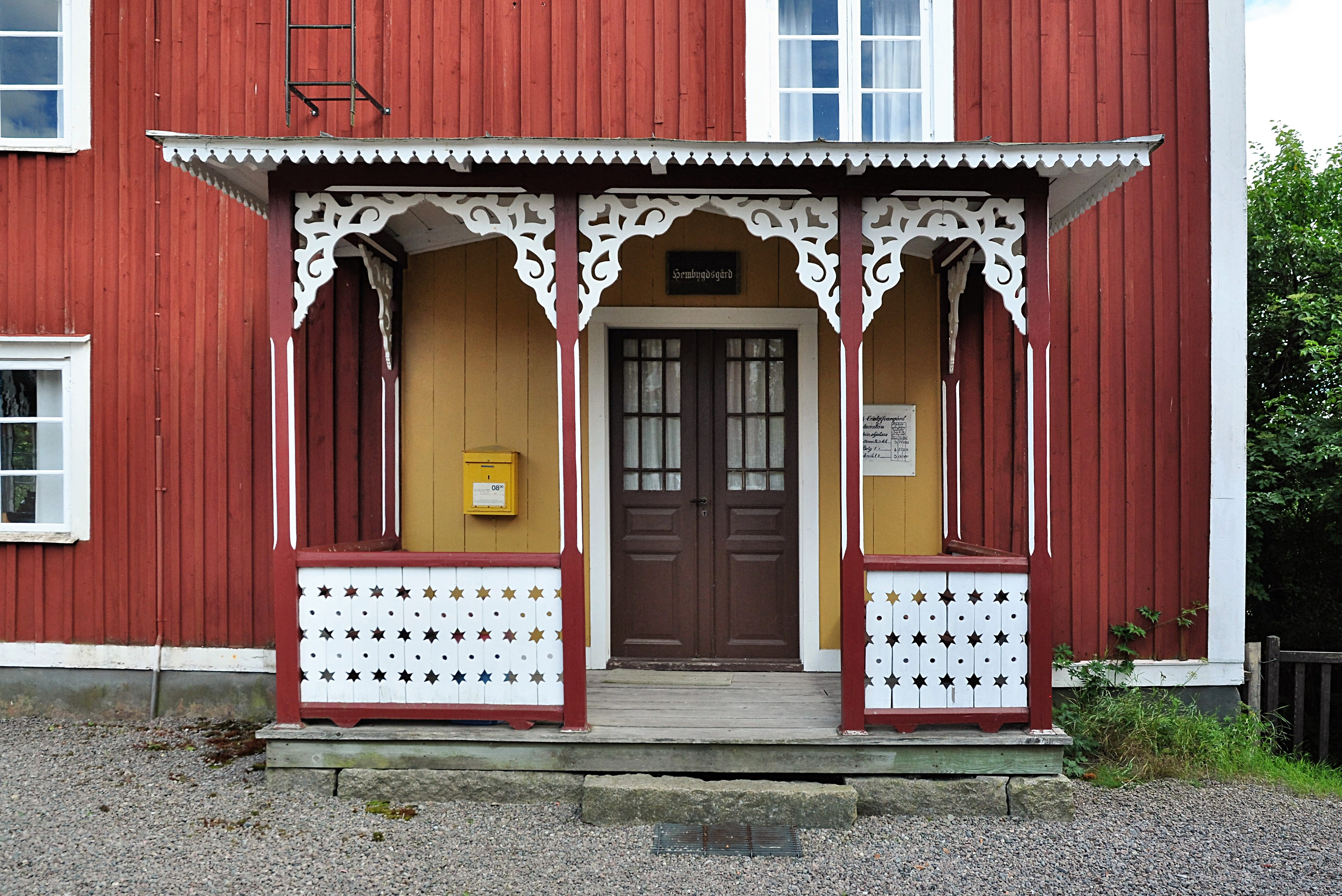
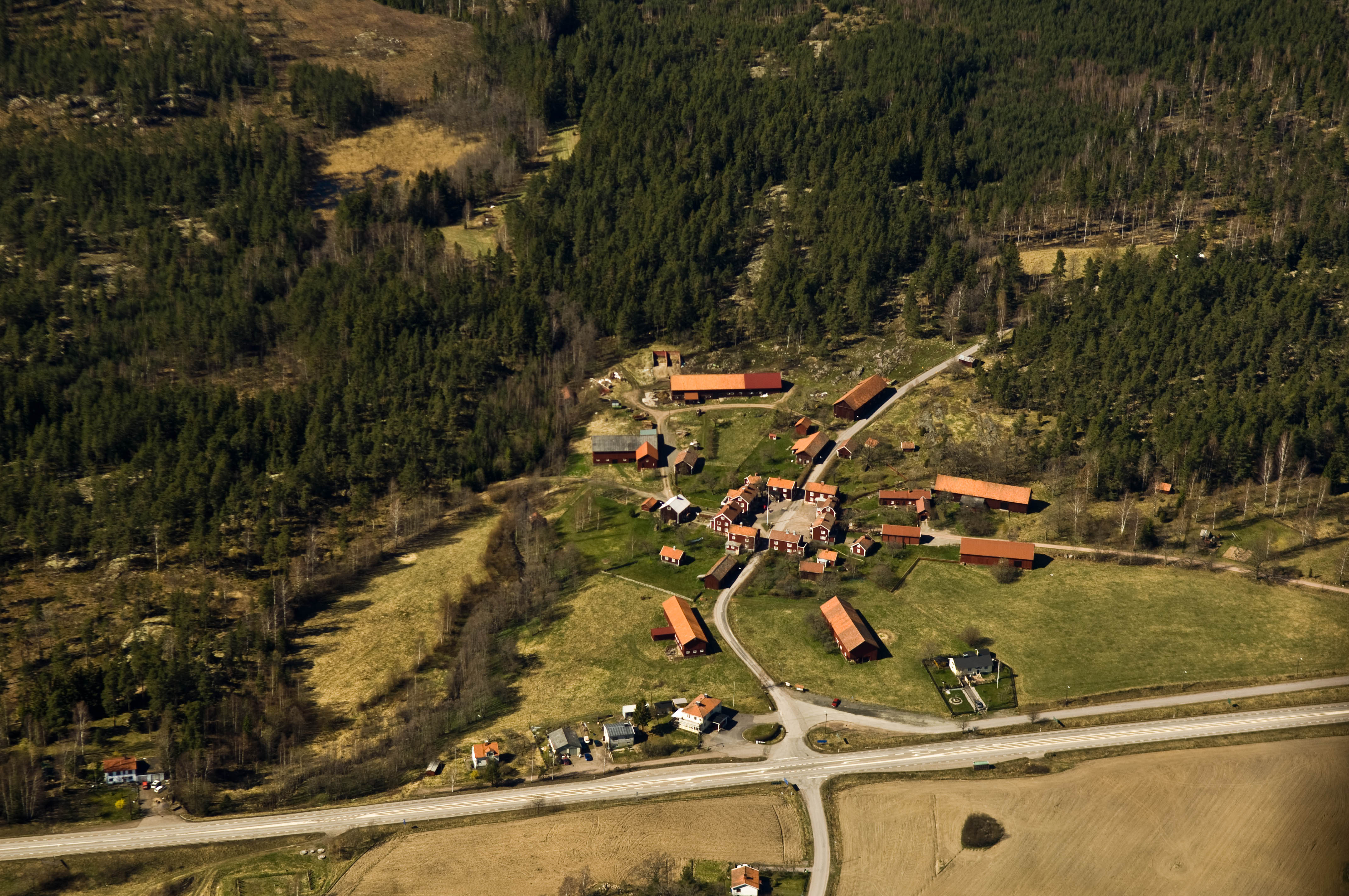

## Lunds by på film
Vissa scener ur filmatiseringen av Astrid Lindgrens Barnen i Bullerbyn är gjorda på orten.

### Fotnoter
1. ↑  Åkerman 1988, s. 164-165.
2. 1 2  Åkerman 1988, s. 164.